# Силури
Силурите (Silurer; лат.: Silures) са могъщо и войнствено келтско племе в ранна Британия, населявали южен Уелс в началото на първото хилядолетие от Новата ера. Йорданес ги описва като хора със смугли лица, които обикновено се раждат с къдрава черна коса, по което той ги оприличава на галите или испанците.
Силурите се съпротивляват на римляните през 48 г. заедно с Каратак от племето на катувелауните, който е избягал при тях, след като неговото племе е победено. В територията им римляните строят легионския лагер Иска Силурум (при днешен Керлеон).
До 78 г. римският управител Секст Юлий Фронтин подчинява племето. Техният град Вента Силурум (днешното село Caerwent, на 10 км западно от Чепстоу) е романизиран. Масивните римски стени на селището още съществуват. При археологически разкопки са разкрити форум, магазини, много удобни къщи с мозайки.